# Língua tsutuil
A língua tsutuil (tz'utujil) é uma língua maia falada na região situada a sul do lago de Atitlán, na Guatemala, aparentada com as línguas suas vizinhas caqchiquel e quiché.
Actualmente o tsutuil é falado por aproximadamente 50 000 pessoas. A maioria dos tsutuiles fala espanhol como segunda língua, apesar de muitas das pessoas mais idosas, ou aquelas que habitam em locais mais remotos não o falarem. Muitas crianças aprendem o espanhol apenas quando começam a ir à escola, cerca dos cinco anos de idade, embora actualmente seja dada maior importância a esta língua que anteriormente, devido ao aumento do número de turistas que visitam a região.

## Fonologia
Nas tabelas abaixo cada um dos fonemas do tsutuil está representado por um caracter ou conjunto de caracteres que o denotam segundo a ortografia padrão desenvolvida pela Academia das Línguas Maias da Guatemala (ALMG) e aceite pelo governo. Quando diferente, o símbolo correspondentes no Alfabeto Fonético Internacional surge entre parêntesis.

### Vogais
O tsutuil possui cinco vogais curtas e cinco longas.
| Curtas | Longas |                                        |
| ------ | ------ | -------------------------------------- |
| i      | ii     | Vogal anterior fechada não arredondada |
| e      | ee     | Vogal média anterior não arredondada   |
| a      | aa     | Vogal aberta central não arredondada   |
| u      | uu     | Vogal fechada posterior arredondada    |
| o      | oo     | Vogal média posterior arredondada      |

### Consoantes
Como outras línguas maias, o tsutuil não faz distinção entre oclusivas vocalizadas e mudas e africadas, mas por outro lado faz distinção entre paragens e africadas simples e glotais.
As oclusivas e africadas simples (tecnicamente "egressivas pulmónicas) são geralmente mudas e aspiradas no final das palavras e não aspiradas nos restantes casos. As oclusivas e africadas glotalizadas são geralmente ejectivas nos casos de k' , ch' , e tz'  e implosivas nos casos de b' , t' , e q' .
|            | Bilabial | Bilabial    | Alveolar | Alveolar    | Palatal | Palatal     | Velar   | Velar       | Uvular  | Uvular      | Glotal  |  |
| ---------- | -------- | ----------- | -------- | ----------- | ------- | ----------- | ------- | ----------- | ------- | ----------- | ------- |  |
|            | simples  | glotalizada | simples  | glotalizada | simples | glotalizada | simples | glotalizada | simples | glotalizada | simples |  |
| Oclusivas  | p        | b' [ɓ]      | t        | t' [ɗ]      |         |             | k       | k'          | q       | q' [ʠ]      | ' [ʔ]   |  |
| Africadas  |          |             | tz [ʦ]   | tz' [ʦ’]    | ch [ʧ]  | ch' [ʧ’]    |         |             |         |             |         |  |
| Fricativas |          |             | s        | s           | x [ʃ]   | x [ʃ]       |         |             | j [X]   | j [X]       |         |  |
| Nasais     | m        | m           | n        | n           |         |             |         |             |         |             |         |  |
| Líquidas   |          |             | l r      | l r         |         |             |         |             |         |             |         |  |
| Deslizes   |          |             |          |             | y [j]   | y [j]       | w       | w           |         |             |         |  |